# 牛角湾镇
牛角湾镇，原为牛角湾乡，是中华人民共和国四川省凉山彝族自治州布拖县下辖的一个乡镇级行政单位。2021年1月12日，撤销牛角湾乡和罗家坪乡，设立牛角湾镇。以原牛角湾乡和原罗家坪乡爱国村、丰收村、前进村、翻身村1至6组所属行政区域为牛角湾镇的行政区域。

## 行政区划
牛角湾镇下辖以下地区：
解放村、毫沟村、巴都村、采洛村和牛角村。